# Eric Anderson (cestista 1993)
Eric Anderson (Newark, 15 aprile 1993) è un cestista statunitense.